# Sultan Haji Hassanal Bolkiah-moskee (Cotabato)
De Sultan Haji Hassanal Bolkiah-moksee (ook wel de Grote Moskee van Cotabato genoemd) is een moskee in Cotabato, een stad in het zuiden van de Filipijnen. Het is de grootste moskee in de Filipijnen en werd gebouwd met de financiële steun van Hassanal Bolkiah, de sultan van Brunei, en draagt ook zijn naam. De moskee heeft een oppervlakte van 5.000 vierkante meter. De bouwkosten bedroegen ongeveer 48 miljoen dollar, waarvan 53% werd bijgedragen door sultan Hassanal Bolkiah. 